# TR Warszawa
TR Warszawa  (anteriormente Teatr Rozmaitości w Warszawie; literal Teatro de Variedades de Varsovia) es un teatro en Varsovia (Polonia), ubicado en el número 8 de la calle Marszałkowska. 

## Historia
Su historia comenzó en 1945, cuando se inauguró en el sótano del número 8 de Marszałkowska ulica uno de los Teatros Dramáticos Municipales (Miejskie Teatry Dramatyczne). El teatro es independiente desde 1972 y ha funcionado desde sus comienzos con varios nombres: Teatr Rozmaitości (1948-1949), más tarde Teatr Dzieci Warszawy (literal, Teatro de Niños de Varsovia), luego Teatr Mlodej Warszawy (Teatro de la Joven Varsovia) y nuevamente como Teatr Rozmaitości.. Au cours de ce même mois, ils s'engagent également contre l'homophobie et l'antisémitisme, en réponse aux déclarations du président polonais Andrzej Duda